# Neue Illustrierte
Die Neue Illustrierte war eine illustrierte Zeitschrift, welche von 1946 bis 1966 erschien.
Am 7. April 1945 – also noch vor Ende des Zweiten Weltkriegs – bat Gustav Blankenagel die Militärregierung „um die Genehmigung zur Herausgabe einer politischen Wochenzeitung“. Als Befähigungsnachweis führte Blankenagel an, er sei von 1925 bis 1928 Volontär im technischen Betrieb der SPD-Zeitung Volksstimme in Magdeburg gewesen, 1928 aber aus der Partei ausgetreten, weil sie den Bau des Panzerschiffs „A“ unterstützte. „Ich bin grundsätzlich gegen Militär“ war ein Credo Blankenagels, der eine Zeitschrift im Stil der Weltbühne im Sinn hatte. Die englische Besatzungsregierung gab ihm die Lizenz Nr. 117 und 30 000 Reichsmark für die Gründung der Neuen Illustrierten, die erstmals 1946 mit einer Auflage von 250.000 Exemplaren erschien. Noch in späteren Jahren war Blankenagel stolz darauf, die „einzige Illustrierte, die keine Anzeigen von der Bundeswehr genommen hat“, produziert zu haben.
1961 arbeitete hier kurz Wolf Vostell als Layouter.
Insgesamt war sie aber unter den fünf großen deutschen Illustrierten jener Ära, dem Stern, Quick, der Revue und der aus der Fusion von Münchner Illustrierte und Frankfurter Illustrierte hervorgegangenen Bunte 1962 die letzte, die eine Auflage von einer Million überschritt.
Mitgeholfen hat hier wohl der durch seine allsonntägliche Fernsehsendung Der Internationale Frühschoppen bekannte Journalist Werner Höfer, der im April 1961 die Bildredaktion übernahm und für jedes Heft eine Kolumne schrieb. Das Anzeigengeschäft wurde aber 1962/63 rückläufig. Schon im Frühjahr 1962 hatte Blankenagel seinen Redakteuren angedeutet, er wolle die „Neue“ im Laufe der nächsten Jahre verkaufen, weil er keine Kinder als Erben habe. Am 1. Januar 1963 kündigte Blankenagel, seit 1956 alleiniger Eigentümer der Illustrierten, den seit 1956 bestehenden Druckvertrag mit dem Kölner Verlag M. DuMont Schauberg zum 31. Dezember 1964.
Am 27. Juli 1963 wurde vereinbart, die Neue Illustrierte für zwölf Millionen Mark an den Heinrich Bauer Verlag zu verkaufen. Die Einzelfirma wurde in die „Kommanditgesellschaft Neuer Verlag Gustav Blankenagel“ umgewandelt, an der Blankenagel, der einstweilen auch als Verlagsleiter blieb, als Kommanditist mit 1,2 Millionen Mark Kapital beteiligt war.
Bis zum Ende des Jahres schied Blankenagel aus, und auch zahlreiche leitende Redakteure einschließlich Höfer verabschiedeten sich, während der bisherige Chefredakteur von Epoca Ewald Struwe antrat und sich alsbald den Beinamen „Titten-Struwe“ erarbeitete.
Im Juli 1966 wurde die Neue Illustrierte mit der im Vorjahr vom Münchner Verlag Th. Martens & Co. übernommenen Revue zusammengelegt. Zunächst hieß die neue Publikation Neue Illustrierte Revue und später Neue Revue, ehe sie 2005 in Revue umbenannt wurde.